# I liga polska w hokeju na lodzie (1960/1961)
6. sezon I ligi polskiej w hokeju na lodzie rozegrany został na przełomie 1960 i 1961 roku. Był to 26. sezon rozgrywek o Mistrzostwo Polski w hokeju na lodzie. Mistrzem Polski został zespół Legii Warszawa. Był to 10 tytuł mistrzowski w historii klubu.

## Formuła rozgrywek
Przed startem sezonu 1960/61 PZHL zreformował rozgrywki. Zmiana polegała na utworzeniu dwóch grup regionalnych: Północnej, która liczyła siedem zespołów oraz Południowej, w której rywalizowało osiem drużyn. W rozgrywkach wzięły udział wszystkie osiem drużyn z I ligi zeszłorocznej edycji, pięć drużyn z edycji II ligi 1959/1960 oraz dwie zwycięskie z baraży na poziomie III poziomu ligowego. 

## Eliminacje
W dniach 4-6 marca 1960 na lodowisku Torkat w Katowicach odbyły się półfinałowe turnieje eliminacyjne, pierwotnie zapowiadane jako rozgrywane o miejsce w II lidze 1960/1961, w których uczestniczyły zespoły: 
- I Grupa: Sanoczanka Sanok (przedstawiciel ligi okręgowej rzeszowskiej[4]), Gwardia Katowice (mistrz okręgu katowickiego), Odra Opole
- II Grupa: Lechia Mysłowice (wicemistrz okręgu katowickiego), Metal Tarnów, Włókniarz Zgierz

Turnieje półfinałowe w Katowicach
- Grupa I:
  - Odra Opole - Sanoczanka Sanok 5:3 (2:1, 1:1, 2:1)
  - Gwardia Katowice - Sanoczanka Sanok 14:0 (7:0, 2:0, 5:0)
  - Gwardia Katowice - Odra Opole 5:0 (2:0, 1:0, 2:0)
  - Awans: Gwardia Katowice

- Grupa II:
  - Lechia Mysłowice - Metal Tarnów 10:3
  - Metal Tarnów - Włókniarz Zgierz 1:10
  - Włókniarz Zgierz - Lechia Mysłowice 7:3 (0:0, 1:0, 6:3)
  - Awans: Włókniarz Zgierz

Turniej finałowy w Toruniu
Turniej zaplanowano w dniach 11-13 marca 1960 w Toruniu: 
Uczestnicy: Gryf Toruń, Gwardia Katowice, Lotnik Warszawa, Włókniarz Zgierz
W wyniku reformy rozgrywek dwa zespoły awansujące z trzeciego poziomu ligowego (Włókniarz Zgierz i Naprzód Janów) zostały włączone do I ligi 1960/1961.

## Sezon zasadniczy
Po dwie pierwsze ekipy z obu grup awansowały do turnieju finałowego.

### Grupa Północna
| Lp. | Zespół            | M  | Pkt | W  | R | P  | G+  | G−  | +/− |
| --- | ----------------- | -- | --- | -- | - | -- | --- | --- | --- |
| 1   | Legia Warszawa    | 24 | 38  | 19 | - | 5  | 182 | 68  |     |
| 2   | Pomorzanin Toruń  | 24 | 36  | 18 | - | 6  | 149 | 73  |     |
| 3   | Polonia Bydgoszcz | 24 | 28  | 13 | 2 | 9  | 118 | 93  |     |
| 4   | ŁKS Łódź          | 24 | 26  | 13 | - | 11 | 118 | 110 |     |
| 5   | Włókniarz Zgierz  | 24 | 19  | 9  | 1 | 14 | 91  | 146 |     |
| 6   | KTH Krynica       | 24 | 11  | 5  | 1 | 18 | 70  | 154 |     |
| 7   | Cracovia          | 24 | 10  | 4  | 2 | 18 | 60  | 144 |     |

Legenda:
- = awans do turnieju finałowego
- = drużyny zdegradowane

### Grupa Południowa
W decydujących spotkaniach o miejsce czwarte w tabeli, Fortuna Wyry - Start Katowice, padły wyniki 4:3 i 2:7, zaś zwycięstwo gospodarzy w pierwszym meczu zapewniło im wyższą pozycję i awans do turnieju w Łodzi.
| Lp. | Zespół              | M  | Pkt | W  | R | P  | G+  | G−  | +/−  |
| --- | ------------------- | -- | --- | -- | - | -- | --- | --- | ---- |
| 1   | Górnik Katowice     | 28 | 50  | 25 | 0 | 3  | 185 | 37  | +148 |
| 2   | Podhale Nowy Targ   | 28 | 44  | 21 | 2 | 5  | 160 | 53  | +60  |
| 3   | Baildon Katowice    | 28 | 37  | 17 | 3 | 8  | 134 | 74  | +60  |
| 4   | Fortuna Wyry        | 28 | 29  | 14 | 1 | 13 | 123 | 99  | +24  |
| 5   | Start Katowice      | 28 | 27  | 12 | 3 | 13 | 94  | 95  | -1   |
| 6   | Naprzód Janów       | 28 | 19  | 9  | 1 | 18 | 81  | 135 | -54  |
| 7   | Polonia Bytom       | 28 | 12  | 6  | - | 22 | 57  | 181 | -124 |
| 8   | Górnik 09 Mysłowice | 28 | 6   | 3  | - | 25 | 47  | 207 | -160 |

Legenda:
- = awans do turnieju finałowego
- = drużyny zdegradowane

## Turniej finałowy

### Wyniki
Turniej finałowy był rozgrywany od 18 do 20 lutego 1961 na lodowisku Torkat w Katowicach, a zakwalifikowały się do niego po dwie pierwsze drużyny z grupy południowej i północnej.
- Górnik Katowice – Pomorzanin Toruń 9:1 (2:1, 3:0, 4:0)
- Legia Warszawa – Podhale Nowy Targ 2:1 (2:1, 0:0, 0:0)
- Górnik Katowice – Podhale Nowy Targ 5:2 (1:1, 2:0, 2:1)
- Legia Warszawa – Pomorzanin Toruń 8:1 (1:0, 3:1, 4:0)
- Podhale Nowy Targ – Pomorzanin Toruń 3:1 (1:0, 1:1, 1:0)
- Legia Warszawa – Górnik Katowice 5:1 (2:0, 3:1, 0:0), gole: Stankiewicz 2, Gosztyła, Jeżak, Skotnicki / Wilczek

### Tabela
| Lp. | Zespół            | M | Pkt | W | R | P | G+ | G− | +/− |
| --- | ----------------- | - | --- | - | - | - | -- | -- | --- |
| 1   | Legia Warszawa    | 3 | 6   | 3 | 0 | 0 | 15 | 3  | +12 |
| 2   | Górnik Katowice   | 3 | 4   | 2 | 0 | 1 | 15 | 8  | +7  |
| 3   | Podhale Nowy Targ | 3 | 2   | 1 | 0 | 2 | 6  | 8  | –2  |
| 4   | Pomorzanin Toruń  | 3 | 0   | 0 | 0 | 3 | 3  | 20 | –17 |

      = mistrz Polski

## Turniej o utrzymanie

### Wyniki
Turniej o utrzymanie, określany także jako Finał „B” był rozgrywany do poniedziałku 20 lutego 1961 w Łodzi, a zakwalifikowały się do niego drużyny z miejsc 3-4 obu grup  południowej i północnej; w ostatnim dniu turnieju padły wyniki:
- Baildon Katowice – Polonia Bydgoszcz 7:2 (3:1, 1:1, 3:0)
- ŁKS Łódź – Fortuna Wyry 4:1 (2:0, 1:1, 1:0)

### Tabela
| Lp. | Zespół            | M | Pkt | W | R | P | G+ | G− | +/− |
| --- | ----------------- | - | --- | - | - | - | -- | -- | --- |
| 5   | Baildon Katowice  | 3 | 6   | 3 | 0 | 0 | 18 | 5  | +13 |
| 6   | Polonia Bydgoszcz | 3 | 4   | 2 | 0 | 1 | 19 | 8  | +11 |
| 7   | ŁKS Łódź          | 3 | 2   | 1 | 0 | 2 | 4  | 17 | –13 |
| 8   | Fortuna Wyry      | 3 | 0   | 0 | 0 | 3 | 5  | 16 | –11 |

      = drużyny zdegradowane

## Skład Mistrza Polski
Legia Warszawa: Kocząb, Zygadło, Olczyk, Romanowski, Czesak, Kurek, Janiczko, Manowski, Piasecki, Stankiewicz, Gosztyła, Michalak, M. Słowakiewicz, Parzynowski, Jeżak, Skotnicki, Burek, Dutkiewicz